# Stevan Karamata
Stevan Karamata (en serbe cyrillique : Стеван Карамата ; né le 26 septembre 1926 à Zemun et mort le 25 juillet 2015 à Belgrade-Zemun) est un géologue serbe.

## Présentation

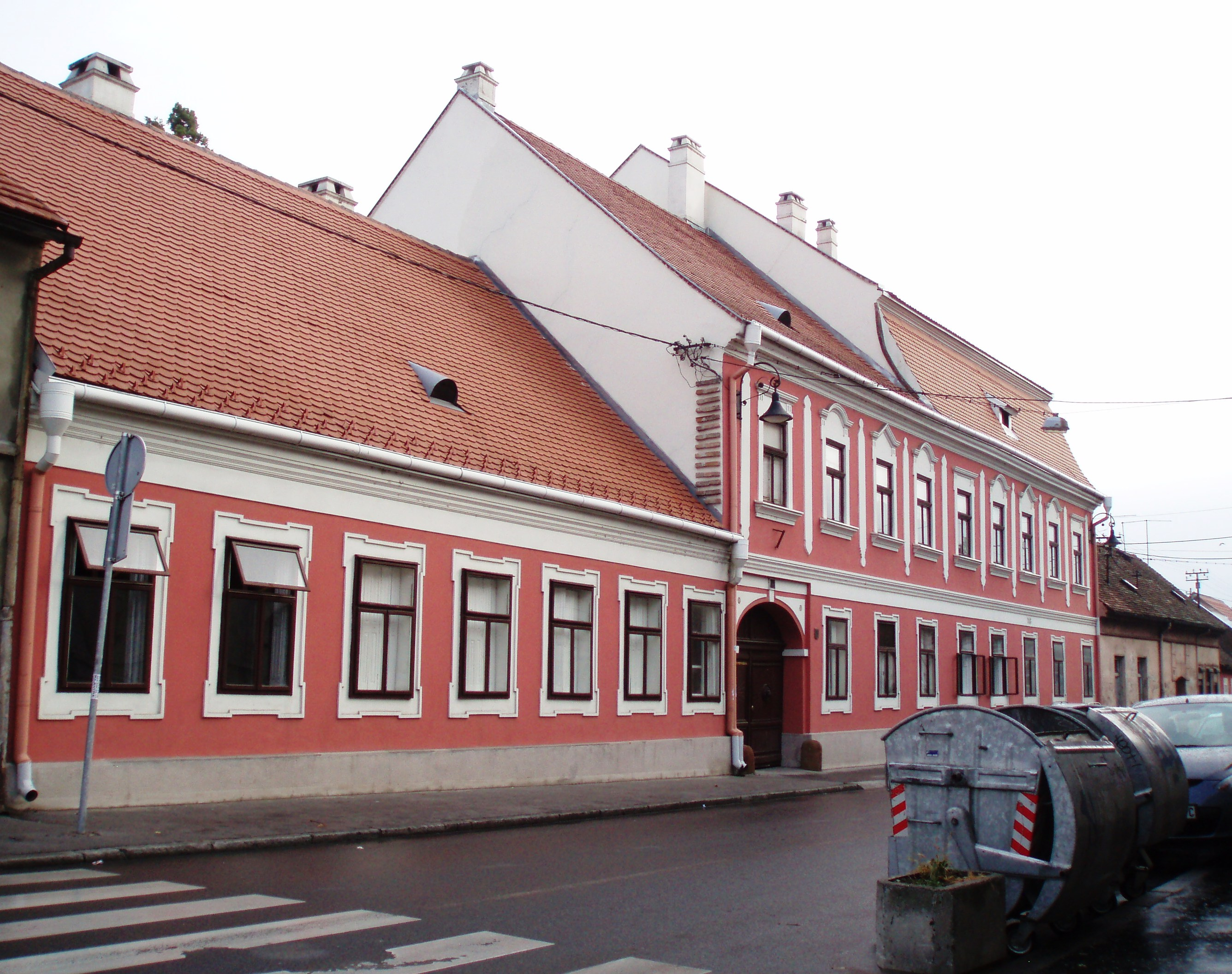
La maison de la famille Karamata à Zemun

Stevan Karamata est un spécialiste de pétrologie, de géochimie et d'histoire de la géologie et professeur émérite à la faculté des mines et de géologie de l'université de Belgrade. Il a été notamment membre de l'Académie serbe des sciences et des arts et membre de l'Académie des sciences et des arts de la république serbe. 
Stevan Karamata a notamment été décoré de l'ordre de Njegoš (1997) et de l'ordre du Travail (1981).
Pendant toute sa vie, il a vécu dans la maison familiale des Karamata à Zemun ; construite en 1763, cette maison est inscrite sur la liste des monuments culturels de grande importance de la république de Serbie et sur la liste des biens culturels de la ville de Belgrade. Il est mort le 25 juillet 2015 à Belgrade-Zemun,,,.